# Noise Floor (Rarities 1998-2005)
Noise Floor (Rarities 1998-2005) är ett samlingsalbum med det amerikanska indierock-bandet Bright Eyes. Albumet innehåller outgivna inspelningar och låtar som var svåra att hitta. Samlingen utgavs 24 oktober 2006 på CD og vinyl. Vinyl-albumet innehåller fem låtar mer än CD-versionen.

## Låtlista
CD och vinyl
1. "Mirrors and Fevers" (Don't Be Frightened of Turning the Page, EP, 2000)
2. "I Will Be Grateful for This Day" (Sub Pop Singles Club, 7", 2001)
3. "Trees Get Wheeled Away" (Lost & Found, Volume 1 samlingsalbum, 2003)
4. "Drunk Kid Catholic" (Drunk Kid Catholic, EP, 2001)
5. "Spent on Rainy Days" (Home Volume IV delad EP: Bright Eyes / Britt Daniel (Post Parlo Records), 2002)
6. "The Vanishing Act" ("Too Much of a Good Thing", 7", 1999)
7. "Soon You Will Be Leaving Your Man" ("Motion Sickness", 7", 2000)
8. "Blue Angels Air Show" (DIW Magazine 7", 2002)
9. "Weather Reports" (outgiven 7" med M. Ward)
10. "Seashell Tale" (outgiven 7" med M. Ward)
11. "Bad Blood" ("The Album Leaf", delad 7", 2001)
12. "Amy in the White Coat" ("3 More Hit Songs from Bright Eyes" singel utgiven i Storbritannien 2002)
13. "Devil Town" (The Late Great Daniel Johnston, samlingsalbum div. artister, 2004)
14. "I've Been Eating (For You)" (Drunk Kid Catholic, EP, 2001)
15. "Happy Birthday to Me (February 15)" (Drunk Kid Catholic, EP, 2001)
16. "Motion Sickness" ("Motion Sickness", 7", 2000)

Bonusspår på vinyl-versionen
1. "Act of Contrition" (Second Thoughts, samlingsalbum, 2000)
2. "Hungry for a Holiday" ("Album Leaf", delad 7", 2001)
3. "When the Curious Girl Realizes She Is Under Glass Again" (Sub Pop Singles Club, 7", 2001)
4. "Entry Way Song" (Amos House Vol. 2, samlingsalbum, 2002)
5. "It's Cool, We Can Still Be Friends" (Transmission One: Tea at the Palaz of Hoon, samlingsalbum, 2000)